# Selim de Bustros
Selim de Bustros (en arabe : سليم دي بسترس (Salīm dī Bustrus)), né le 29 août 1839 à Beyrouth et mort le 3 février 1883 à Londres, est un entrepreneur et homme de lettres libanais de la célèbre famille Bustros. Il laisse un récit de voyage, Al-nazhaẗ al-šahiyyaẗ fī al-riḥlaẗ al-salīmiyyaẗ, ainsi qu'un recueil de poèmes, Al-ǧalīs al-anīs. Une rue de Beyrouth porte aujourd'hui son nom.